# Thalpophila matura
Thalpophila matura là một loài bướm đêm trong họ Noctuidae.

## Hình ảnh

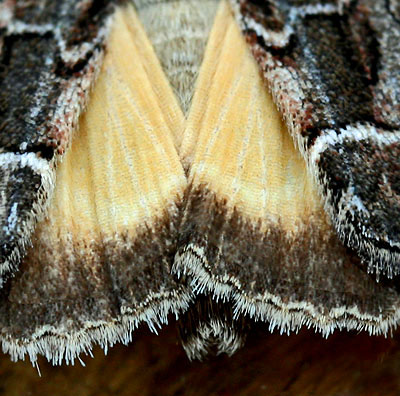
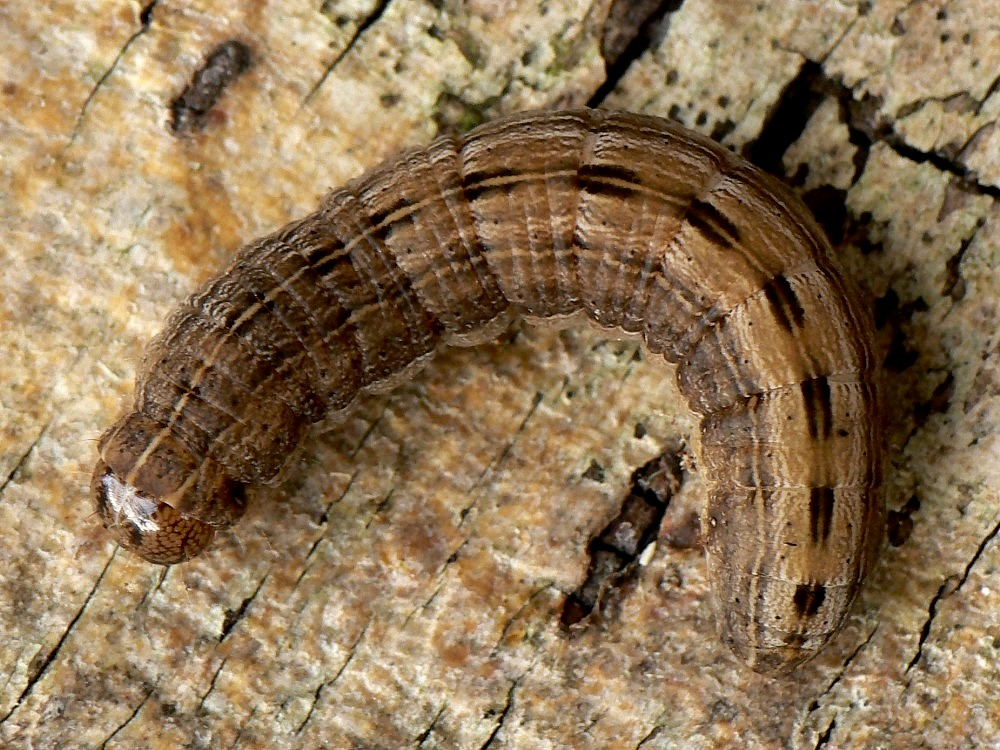
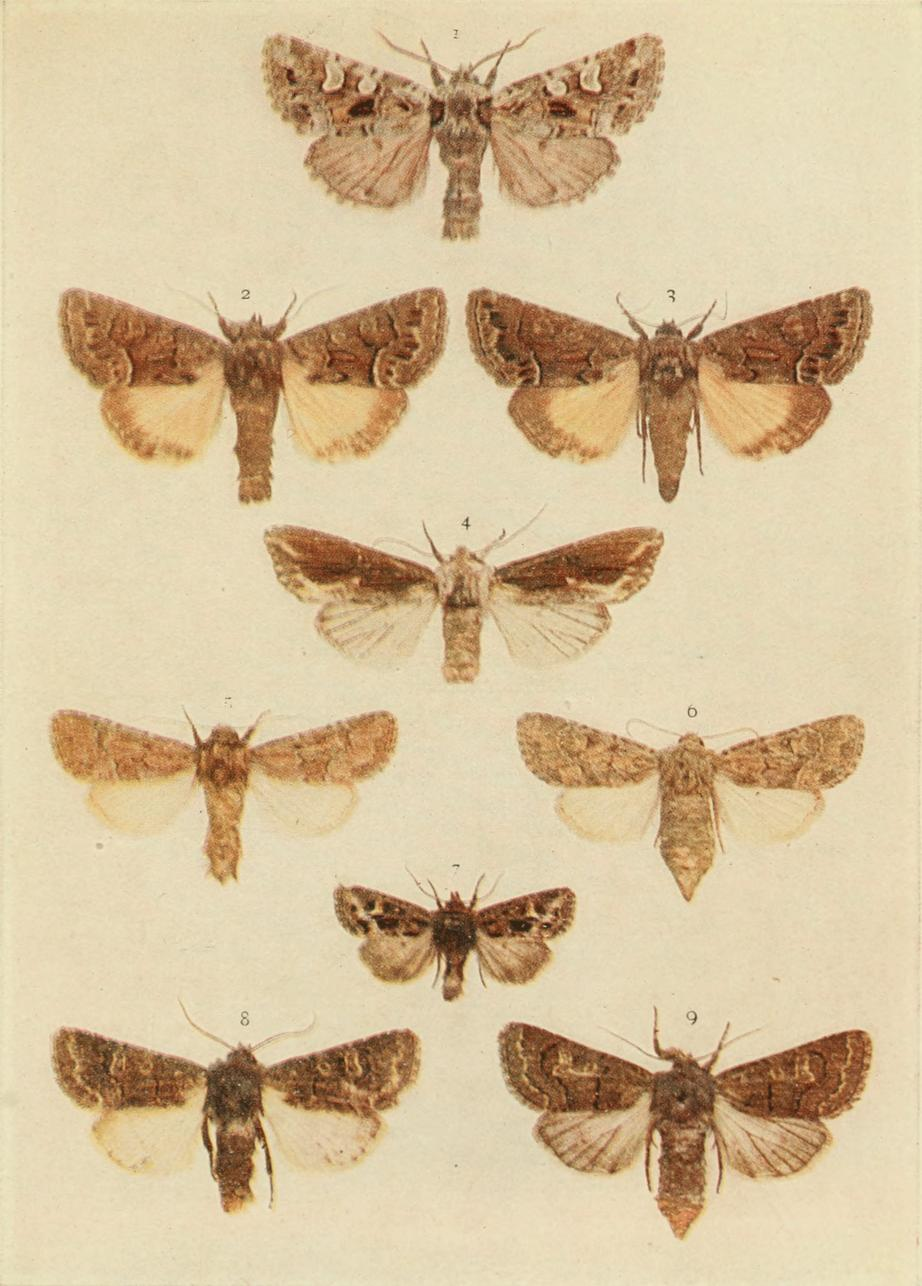